# Wilhelm Bruchhäuser
Wilhelm Bruchhäuser (* 27. Mai 1895 in Dausenau; † 14. September 1976 in Oberbieber) war ein deutscher Politiker und Lyriker.

## Leben
Bruchhäuser war Bahnvorsteher in Nassau. Seit 1918 war er Mitglied der SPD. 1923 wurde er beim Finanzamt im unbesetzten Weilburg angestellt, später Leiter des Arbeitsamtes Niederlahnstein. Wegen seiner ablehnenden Haltung gegenüber den Nationalsozialisten erfolgte 1933 die Strafversetzung nach Dillenburg. Dort gründete er die „Freie Turnerschaft“ und die „Nassauische Bau- und Siedlungsgesellschaft“. Wegen seiner SPD-Mitgliedschaft wurde er 1934 entlassen und brachte seine Familie von 1934 bis 1947 als Taxifahrer, Steuerberater und freier Journalist durch. Da er politisch unbelastet war, wurde er zum ersten Landrat des Landkreises Neuwied nach dem Krieg ernannt, ein Amt, das er von 1947 bis zu seiner Pensionierung 1960 bekleidete. Er engagierte sich maßgeblich für den Wiederaufbau, die Wiedereröffnung des Kreismuseums 1948 (heute Roentgen-Museum) in Neuwied. Außerdem war er DRK-Kreisvorsitzender.
Er war Verfasser der Kreischronik „Zehn Jahre Landkreis Neuwied“ und einiger Gedichtbände, Mitglied des Deutschen Schriftstellerverbandes und Mitarbeiter beim Neuwieder Heimatkalender.

## Familie
Wilhelm Bruchhäuser ist Vater des Malers Karl Bruchhäuser und Großvater von:
- Thomas Bruchhäuser, Comedian, Comedy-Akrobat, Clown und Regisseur
- Karl Bruchhäuser, Schauspieler und Comedian
- Andreas Bruchhäuser, Maler
- Mario Bruchhäuser, Lebenskünstler

## Werke (Auswahl)
- Landschaft, Menschen und Kathedralen, 1952
- Du trägst ein Licht…, 1958